# Ліна (Іллінойс)
Ліна (англ. Lena) — селище (англ. village) в США, в окрузі Стівенсон штату Іллінойс. Населення — 2772 особи (2020).

## Географія
Ліна розташована за координатами 42°22′42″ пн. ш. 89°49′17″ зх. д. / 42.37833° пн. ш. 89.82139° зх. д. (42.378410, -89.821417).  За даними Бюро перепису населення США в 2010 році селище мало площу 6,75 км², уся площа — суходіл.

### Клімат
| Клімат : Ліна         | Клімат : Ліна | Клімат : Ліна | Клімат : Ліна | Клімат : Ліна | Клімат : Ліна | Клімат : Ліна | Клімат : Ліна | Клімат : Ліна | Клімат : Ліна | Клімат : Ліна | Клімат : Ліна | Клімат : Ліна | Клімат : Ліна |
| Показник              | Січ.          | Лют.          | Бер.          | Квіт.         | Трав.         | Черв.         | Лип.          | Серп.         | Вер.          | Жовт.         | Лист.         | Груд.         | Рік           |
| Середній максимум, °C | −3            | 0             | 7             | 14            | 21            | 26            | 28            | 27            | 23            | 16            | 7             | −1            | 13,8          |
| Середній мінімум, °C  | −12           | −9            | −3            | 2             | 9             | 14            | 16            | 15            | 10            | 4             | −2            | −9            | 3,0           |
| Норма опадів, мм      | 29.2          | 35.6          | 59.7          | 89.4          | 96.8          | 118.1         | 80.5          | 110.5         | 96.5          | 68.6          | 68.3          | 40.9          | 894           |
| --------------------- | ------------- | ------------- | ------------- | ------------- | ------------- | ------------- | ------------- | ------------- | ------------- | ------------- | ------------- | ------------- | ------------- |
| Джерело: weather.com  |               |               |               |               |               |               |               |               |               |               |               |               |               |

## Демографія
Згідно з переписом 2010 року, у селищі мешкало 2912 осіб у 1195 домогосподарствах у складі 795 родин. Густота населення становила 431 особа/км².  Було 1283 помешкання (190/км²).
Расовий склад населення:
| - 98,5 % — білих - 0,2 % — вихідців з тихоокеанських островів - 0,2 % — азіатів - 0,1 % — корінних американців - 0,1 % — чорних або афроамериканців |

До двох чи більше рас належало 0,7 %. Частка іспаномовних становила 1,3 % від усіх жителів.
За віковим діапазоном населення розподілялося таким чином: 23,7 % — особи молодші 18 років, 53,8 % — особи у віці 18—64 років, 22,5 % — особи у віці 65 років та старші. Медіана віку мешканця становила 43,4 року. На 100 осіб жіночої статі у селищі припадало 90,3 чоловіків;  на 100 жінок у віці від 18 років та старших — 87,8 чоловіків також старших 18 років.
Середній дохід на одне домашнє господарство  становив 57 926 доларів США (медіана — 55 982), а середній дохід на одну сім'ю — 70 183 долари (медіана — 66 125). Медіана доходів становила 45 833 долари для чоловіків та 30 079 доларів для жінок. За межею бідності перебувало 11,3 % осіб, у тому числі 14,5 % дітей у віці до 18 років та 2,1 % осіб у віці 65 років та старших.
Цивільне працевлаштоване населення становило 1470 осіб. Основні галузі зайнятості: освіта, охорона здоров'я та соціальна допомога — 23,1 %, виробництво — 17,7 %, науковці, спеціалісти, менеджери — 11,2 %, роздрібна торгівля — 11,0 %.